# Louis Carré (matematyk)

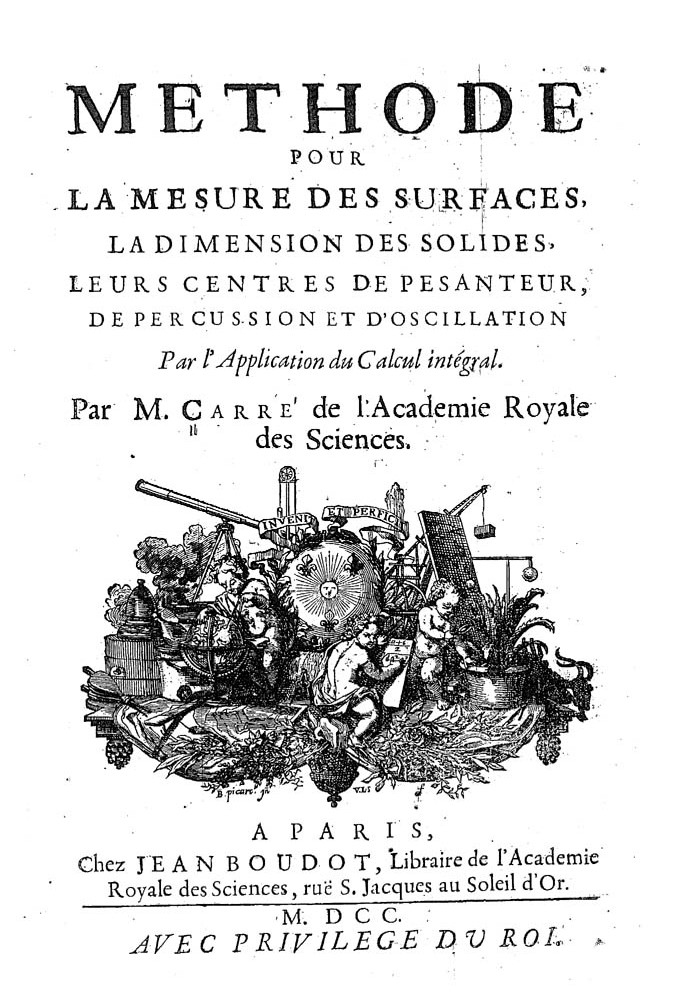
Méthode pour la mesure des surfaces, la dimension des solides, leurs centre de pesanteur, de percussion et d'oscillation, 1700

Louis Carré (ur. 16 lipca 1663 w Clos-Fontaine, zm. 11 kwietnia 1711 w Paryżu) – francuski matematyk, członek Królewskiej Akademii Nauk. Autor pierwszych prac o rachunku całkowym (w 1700 roku opublikował Méthode pour la mesure des surfaces, la dimension des solides, leurs centre de pesanteur, de percussion et d'oscillation). Uczeń, przyjaciel i zwolennik Nicolasa Malebranche'a.